# Bisulcocythere novaezealandiae
Bisulcocythere novaezealandiae är en kräftdjursart som beskrevs av Michael A. Ayress och Swanson 1991. Bisulcocythere novaezealandiae ingår i släktet Bisulcocythere, ordningen Podocopida, klassen musselkräftor, fylumet leddjur och riket djur. Inga underarter finns listade.